# 新挪威語
新挪威語（nynorsk），又称尼諾斯克挪威語，是兩種認可正字的挪威語之一，而另一種是書面挪威語（bokmål，又称“挪威博克莫尔语”）。在挪威，新挪威語被使用於初階書寫達百分之十至百分之十五。
書面挪威語形成於丹麥統治時期，受丹麥語的影響很大；而新挪威語完全基於挪威民間口語，和丹麥語差別較大。伊瓦爾·奧森奠定了新挪威語標準化的基礎。
另有非正式的高地挪威語（又称霍格诺斯克语）。

## 歷史

### 伊瓦爾·奧森改革方案

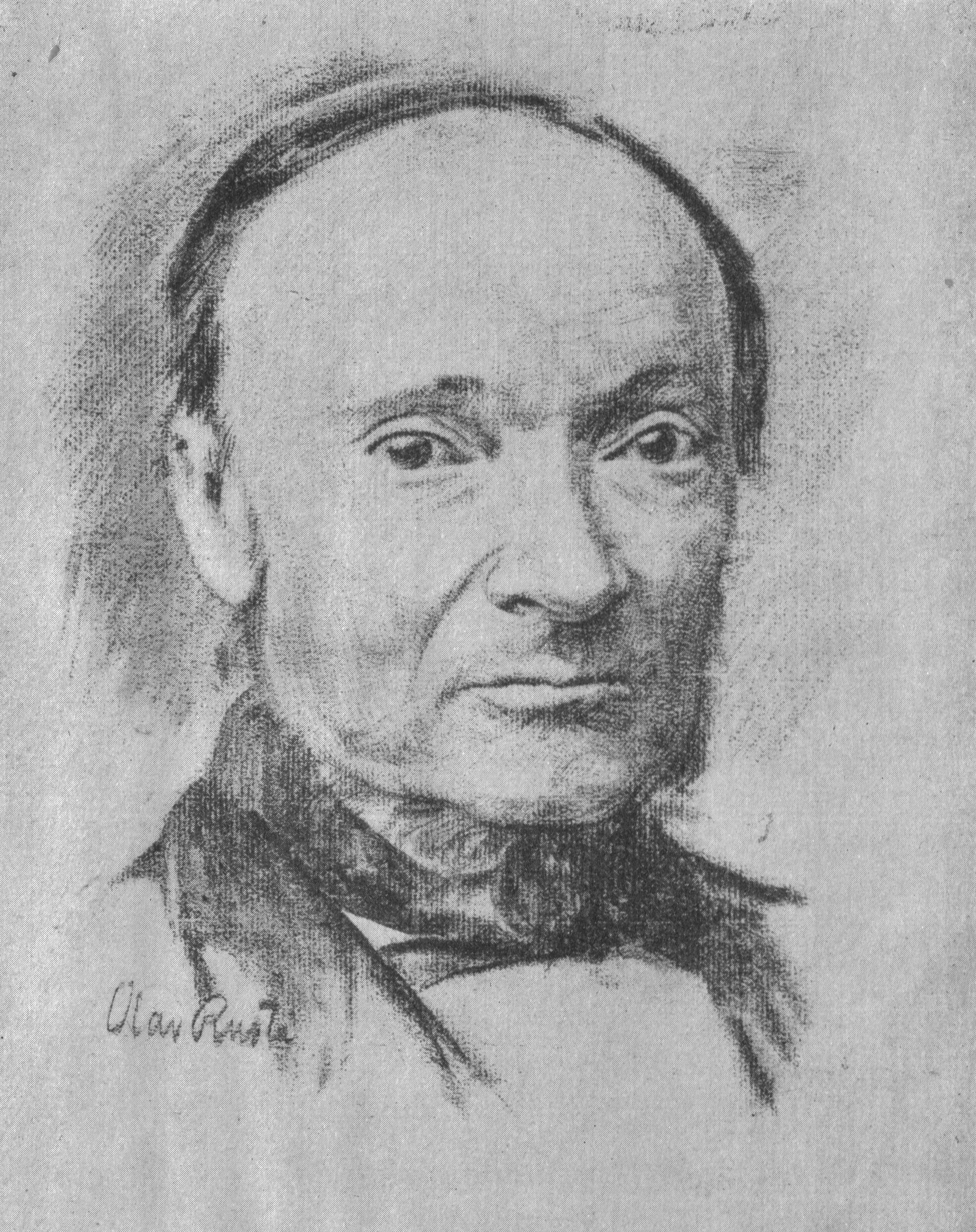
伊瓦爾·奧森畫像

歷史上對挪威語最早的系統性研究可追溯至19世紀中期，由伊瓦爾·奧森所領導。1814年挪威從丹麥獨立，並且併入瑞典以後，挪威人認爲無論是丹麥語抑或瑞典語都無法用於書寫挪威語。挪威語言學家克勞茲·克勞森提出了溫和的挪威化丹麥語方案國家挪威語。但是奧森卻提出了更加激進的方案，該書寫方案以佔挪威人口大多數的鄉村地區居民的口音爲準，並且奧森亦認爲，相對於居住在城市中的丹麥化中上階層，居住在鄉村地帶的挪威人更能代表挪威。這種思想可視爲一種浪漫國家主義。1840年代，奧森遊歷挪威各地並且研究當地的口音，並在1848年及1850年分別出版了挪威語語法書及字典。這套方案最早被奧森命名爲本土挪威語（Landsmål）。針對蘭特挪威語的更多改革細節隨後在1864年、1873年及1970年被發表。
在同一時期，法羅語的標準正字法亦面世。法羅語口語與本土挪威語和其他挪威大陸口音相當接近，並且被認爲是17世紀後期的一種挪威語。但法羅語最終還是被劃分爲獨立語言。
奧森認爲，挪威各地的方言擁有一套共同的架構，以將挪威語其區分於丹麥語和瑞典語，故其研究的重點，是在收集挪威各地口音的基礎上，總結出共有的挪威語語言特徵。爲了提煉出該共有的挪威語，奧森有着一套標準，並賦名“最完美形式”。符合該形式的正字法，最能夠代表挪威各地方言，且顯示出與古挪威語的歷史聯繫，但沒有任何一種挪威方言能夠擁有所有“最完美形式”。通過這種系統化的研究，奧森致力於總結出一種能夠聯合挪威所有口音的正字法，並將其稱爲“根本口音”，Einar Haugen將其稱爲“原始挪威語”。
但是奧森同時亦認爲，“根本口音”應該是根植於現代挪威語，而並非中世紀或古代時期的挪威語，故他將一些在前期挪威語中存在，但是在所有仍在使用的挪威語方言中已經消亡的語法特徵刪除。但是同時，若果一些古老的語法特徵依然在部分方言有保留，則這些語法內容會被加入書寫標準中。海于根爲奧森是在“重構”而非“構造”挪威語。
對於使用本土挪威語的人士依然，他們通常只會直接稱呼這套正字法爲“挪威語”(Norsk)，本土挪威語一詞主要用於政府文件及外界。對於真正使用這套正字法的人依然，本土挪威語的叫法並不討喜，因爲挪威語中的 Lands，除了可以被翻譯爲“國家”，在某些語境下，亦可以翻譯爲“鄉村”。因此本土挪威語的叫法，可能會使這套正字法在城市地區較能被接受。1929年，國家挪威語及本土挪威語島被更名，前者爲書面挪威語，後者則爲新挪威語——新挪威語該詞可有兩層含義：一，這套正字法與保守的書面挪威語不同；二，新挪威語意味着這套正字法是古諾斯語的繼承。

### 語言衝突
1850年年代，無論是奧森的本土挪威語，還是克勞森的國家挪威語都有各自的支持者，故挪威國內並無統一意見應該使用何種挪威語。最終在1885年，挪威議會宣佈兩種方案皆被官方承認且地位平等。
之後挪威政府一直致力於將兩種正字法融合爲一。1929年，本土挪威語和國家挪威語都喪失了其官方地位，並且分別以新挪威語和書面挪威語取代之（實質只是更名），作爲共同挪威語正式確立前的過渡。但政府最終還是放棄了融合方案，而新挪威語和書面挪威語則保留其官方地位一直至今。
但兩種書寫方案其中都體現了挪威語和丹麥語的融合，只是新挪威語比較傾向挪威各地方言，以書面挪威語則向丹麥語靠攏。爲了確立共同挪威語，新挪威語亦經歷了數次改革，使之與書面挪威語的差異縮小。但少部分語言純潔主義者則反對這些改革，並奉奧森的原始方案爲圭臬。這背景下產生的挪威語被稱爲高地挪威語。
在挪威語開始改革後，兩種書寫方案一直處於競爭當中，並且通過教育普及和大衆傳媒網羅更多支持者。時至今日，挪威國內還是以書面挪威語爲主，但所有學生都必須掌握兩種書寫方式。
對於所有學生必須同時學習兩者的教育制度，挪威社會一直以來都存在着批判聲音。2005年，挪威保守青年黨製作了一段宣傳影片。視頻中有人將一本新挪威語字典投入火中燃燒。影片隨後在挪威掀起爭議，最終保守青年黨發表道歉聲明並且表示不會再繼續使用該段影片。
2023年，约恩·福瑟獲得諾貝爾文學獎，成為第一位獲得諾貝爾獎的新挪威語作家。

## 地理分佈

2007年挪威各地的語言情況。其中藍色爲新挪威語地區，橙色爲書面挪威語地區，灰色爲中立地區。

書面挪威語主要通行於城市以及挪威西部以外的地區。但是挪威人一般只說自己的地方方言，很少人會真正在口語中使用書面挪威語或新挪威語。
在挪威，每一個市鎮及郡皆有權決定自己的書寫正字法，但亦可以選擇保持中立。直至2020年，挪威共有90個市鎮採用新挪威語，118個市鎮採用書面挪威語，另外148個市鎮保持中立。該數字自1970年代以來就一直保持穩定。至於郡方面，則有西福爾-泰勒馬克郡、默勒-魯姆斯達爾郡及韋斯特蘭郡三地賦予新挪威官方地位。羅加蘭郡是中立郡，但該郡中的大多數市鎮都採用新挪威語。奧勒孫是最大的新挪威語市鎮。
小學中主要採用的正字法則由學校所處地區的公投所決定。主要使用新挪威語的學校和學生數量在1940年代達到頂峯後，就一直處於降勢，甚至一些新挪威語市鎮亦無法避免。但新挪威語依舊是所有學校的必修課，所有學生必須同時掌握兩種挪威語。
新挪威語流行於本國西部的鄉村地帶。90%的居民使用新挪威語。奥普兰、布斯克吕、泰勒马克、东阿格德尔和西阿格德爾的鄉村地帶亦主要使用新挪威語。在默勒-魯姆斯達爾郡的孫墨爾地區，所有市鎮都以新挪威語爲官方正字法。而在韋斯特蘭郡，幾乎所有的市鎮都採用新挪威語，卑爾根爲少數例外之一。

## 語言地位
挪威多數報紙都以書面挪威語爲主，部分報紙，例如《世道報》和《挪威晚郵報》亦會刊登一些新挪威語文章。亦有一些全國性報紙，例如 Dag & Tid 和 Framtida.no 以新挪威語爲唯一標準。很多地方報紙會選擇僅以新挪威語發刊，例如 Firdaposten，Hallingdølen，Hordaland 和 Bø blad 等。但總言之，很多報紙都保持中立地位，根據情況不同以分別使用書面挪威語或新挪威語。
一些在新挪威語地區出產的商品會使用新挪威語。很多面向全國市場的電子應用亦會讓用戶自由選擇語言傾向。
很多挪威國內的機構必須遵守政府的語言平等法律。例如國營的挪威廣播公司至少25%的內容必須爲新挪威語。其他國立機構和大學亦必使用新挪威語的書面材料。全國所有的學生都有權在考試中選擇新挪威語或書面挪威語作爲自己的作答語言。

## 口語新挪威語
新挪威語主要爲書面語言，但是亦可被當着口語使用。新挪威語有規定標準發音，並且主要用於廣播、電視、劇院和學校。1970年代以來，新挪威語運動的口號是“講方言，寫新挪威語”，故新挪威語的運用主要被限制在書面上。但書面挪威語的標準發音（無正式官方發音，但主要而挪威東部城市口音爲準）卻在不同的場合被廣泛運用。不同於很多其他國家，挪威對方言的態度極爲寬鬆，方言甚至在官方場合亦不鮮見。但是在正式場合，人們還是會儘量使用靠近標準口音的挪威語。

## 外部連結
- Noregs Mållag （页面存档备份，存于） Noregs Mållag（英语：Noregs Mållag） is the major organization promoting Nynorsk.
- Norsk Målungdom Norsk Målungdom（英语：Norsk Målungdom） is Noregs Mållag's youth organization.
- Ivar Aasen-tunet The Ivar Aasen Centre is a national centre for documenting and experiencing the Nynorsk written culture, and the only museum in the country devoted to Ivar Aasen's life and work.
- Norsk programvareblogg （页面存档备份，存于） computer programmes in Nynorsk.
- Sidemålsrapport – report (in Bokmål) on the state of Nynorsk and Bokmål in Norwegian secondary schools.